# Мак-Мас (лунный кратер)
Кратер Мак-Мас (лат. McMath) — большой древний ударный кратер в северном полушарии обратной стороны Луны. Название присвоено в честь американского инженера и астронома-любителя Фрэнсиса Макмата (1867—1938) и его сына, американского астронома Роберта Рейнолдса Макмата (1891—1962); утверждено Международным астрономическим союзом в 1970 г. Образование кратера относится к нектарскому периоду.

## Описание кратера
Ближайшими соседями кратера Мак-Мас являются кратер Морзе на северо-западе; кратер Марци на севере-северо-западе; кратер Джексон на севере-северо-востоке; кратер Бредихин на востоке; кратер Ремон на востоке-северо-востоке; кратеры Лебединский и Жуковский на юге и кратер Хейфорд на западе-юго-западе. Селенографические координаты центра кратера 16°38′ с. ш. 166°05′ з. д. / 16,63° с. ш. 166,09° з. д., диаметр 88,6 км, глубина 2,8 км.
Кратер Мак-Мас имеет полигональную форму и значительно разрушен за длительное время своего существования. Вал сглажен и отмечен приметными небольшими кратерами в северной, северо-восточной и южной части. Внутренний склон широкий, со следами террасовидной структуры. Дно чаши ровное, испещрено множеством мелких кратеров. Кратер перекрыт светлыми лучами от кратера Джексон.

## Сателлитные кратеры

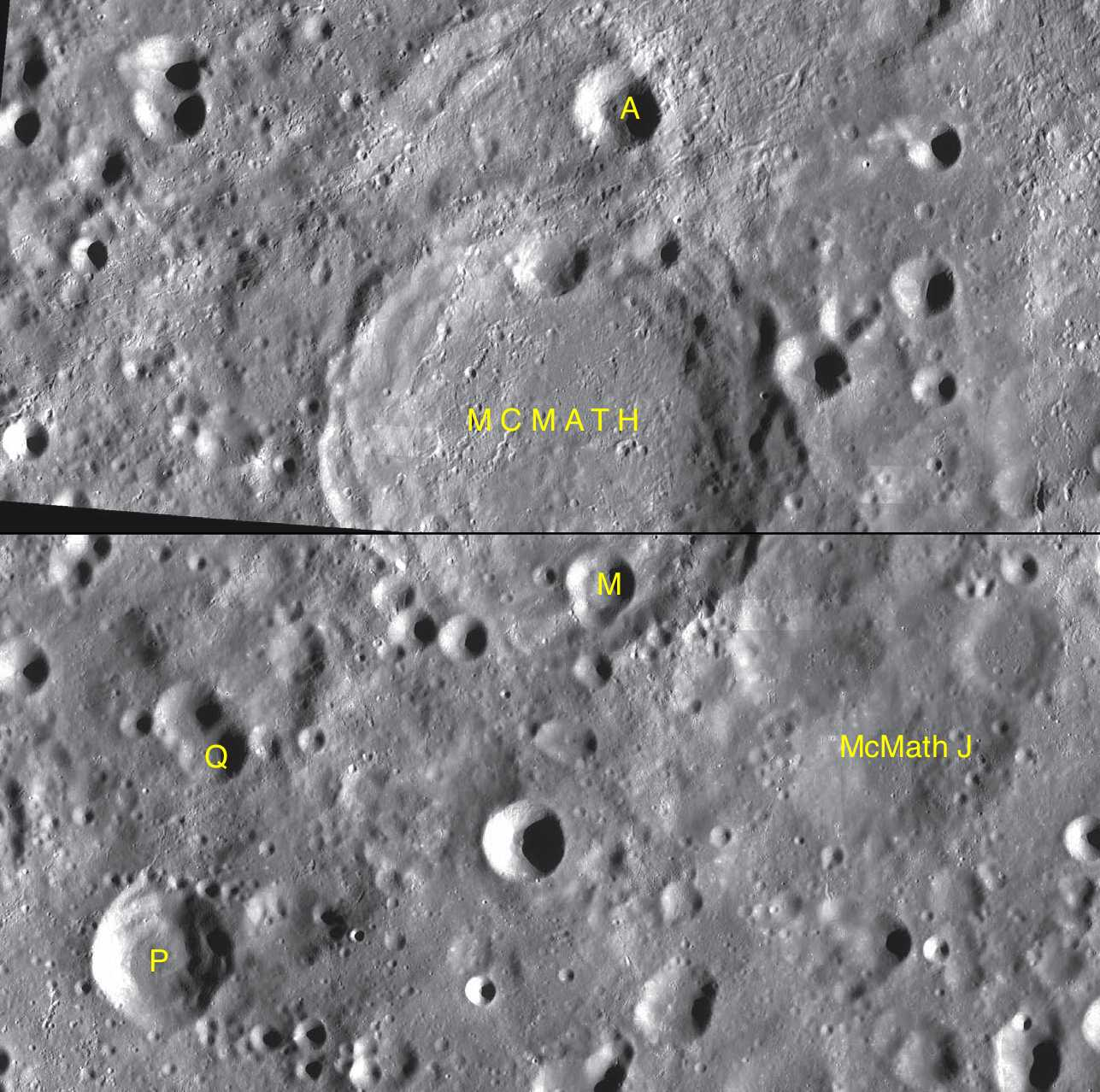
Фрагменты карт LAC-51, LAC-69.

| Мак-Мас | Координаты                                              | Диаметр, км |
| ------- | ------------------------------------------------------- | ----------- |
| A       | 18°50′ с. ш. 165°47′ з. д. / 18,83° с. ш. 165,79° з. д. | 17,8        |
| J       | 14°35′ с. ш. 163°50′ з. д. / 14,59° с. ш. 163,83° з. д. | 46,1        |
| M       | 15°41′ с. ш. 165°52′ з. д. / 15,69° с. ш. 165,86° з. д. | 13,6        |
| P       | 13°19′ с. ш. 168°47′ з. д. / 13,31° с. ш. 168,78° з. д. | 27,9        |
| Q       | 14°37′ с. ш. 168°26′ з. д. / 14,62° с. ш. 168,44° з. д. | 13,7        |